# The Man in the Shadow
The Man in the Shadow è un film muto del 1926 prodotto e diretto da David Hartford. La sceneggiatura di Frances Nordstrom è l'adattamento di un soggetto della scrittrice Anne Francis. Il film aveva come interpreti David Torrence, Joseph Bennett, Mary McAllister, Myrtle Stedman, John T. Dwyer, Edward Coxen.

## Trama
Il giovane Dallis Alvoid, figlio di Mary Avoid, una cara amica del nuovo governatore Robert Rodman, si trova invischiato in una brutta faccenda: innamorato di Lucy Rodman, è distrutto quando la ragazza sembra preferirgli il ricco Ralph Hadley. Dallis crede che riuscirà a riconquistare la ragazza diventando anche lui ricco. Così, si rivolge a Thomas Walsh, un losco individuo, che lo fa vincere a una partita a carte dove il giovane, un impiegato di banca, ha usato i fondi sottratti all'istituto per giocare. Ma la fortuna al gioco di Dallis dura molto poco: quando inizia a perdere e non sa più come rifondere il denaro, Walsh si offre di azzerare i suoi debiti se lui gli fornirà i piani dell'edificio dove si trova la banca. Dallis non è l'unica persona ricattata da Walsh: Harry Jackson, un'altra vittima del malvivente, disperato, uccide il suo persecutore. Del delitto, però, viene incolpato Dallis che, processato, viene condannato a morte. Sarà salvato da Lucy che ha raccolto le ultime parole di Jackson. Il quale, prima di morire, confessa l'omicidio, scagionando Dallis.

## Produzione
Il film fu prodotto dalla David Hartford Productions.

## Distribuzione
Il copyright del film, richiesto dall'American Cinema Association, fu registrato il 24 dicembre 1926 con il numero LP23481.
Distribuito dalla American Cinema Association, il film uscì nelle sale cinematografiche statunitensi il 15 ottobre 1926. In Brasile, prese il titolo A Dúvida.
Della pellicola, esiste sola una copia incompleta in un rullo, un 35mm in nitrato, conservata negli archivi della Library of Congress di Washington.